# Левашов, Виктор Владимирович
Виктор Владимирович Левашов (11 мая 1937 — 26 августа 2016) — русский писатель и драматург, журналист. Публиковался также под псевдонимом Андрей Таманцев в серии книг «Солдаты удачи».

## Биография
Родился 11 мая 1937 года в городе Рыбинске Ярославской области. Родом из донских казаков.
Окончил Ленинградский технологический институт им. Ленсовета.
Работал инженером на комбинате Североникель на Кольском полуострове, топографом в Голодной степи.
Работал журналистом в районных газетах Узбекистанa, разъездным корреспондентом журнала «Смена», геологом и тележурналистом на Таймыре. Член Союза писателей СССР с 1976. Член Союза писателей России.

## Творчество
Автор 30 книг и нескольких пьес, поставленных в Московском новом драматическом театре и в десятках театров России. Из наиболее известных — политический триллер «Убийство Михоэлса» и роман «Журналюга».  Как установил историк Марат Бисенгалиев, видный исследователь еврейского вопроса в СССР Г.Костырченко базировал выдвинутую им в 2003 году версию гибели Соломона Михоэлса на «документах» из романа В.В. Левашова «Убийство Михоэлса». Левашов не претендовал на документальный жанр этого романа и в «Открытом письме историку Г.В. Костырченко» раскрыл, как в его романе появились якобы архивные документы: «Издатель спросил: "Не хочешь заняться Михоэлсом? Ты же драматург, знаешь театр". Как выяснилось, незадолго до этого он купил у какого-то отставного кагэбэшника ксерокопии допросов по делу Михоэлса. Вы, г-н Костырченко, в своей статье обильно цитируете по моей книге докладную записку полковника Шубнякова, заявив перед тем, что это недавно опубликованные документы из архива ФСБ. Нигде они не опубликованы, только в моем романе».
Автор семи боевиков, поначалу выходивших в серии «Солдаты удачи» под коллективным псевдонимом Андрей Таманцев, а позже переизданных под собственным именем в серии «Кодекс чести». По мотивам этой серии был снят 16-серийный телевизионный художественный фильм «Кодекс чести» (канал НТВ).
Произведения публиковались в журналах «Молодая гвардия», «Знамя», «Сибирские огни», альманахе «Подвиг», в интернет-альманахе «Лебедь» (Бостон), журнале «Панорама» (Лос-Анджелес).

## Произведения

### Романы и повести
- «Не ищите его среди мертвых» (Москва, «Молодая гвардия», 1964)
- «Мыс доброй надежды» (там же, 1966)
- «Закон Солона» (рассказы, M, «Советская Россия», 1970)
- «Шестьдесят девятая параллель» (M, «Молодая гвардия», 1972)
- «День открытых дверей» (там же, 1973 год)
- «Отдаю тебе сердце» (там же, 1977 год)
- «Золотое звено, книга про Байкало-Амурскую магистраль, написанная её строителями» (там же, 1983 год)
- «Билет до Байкала» (там же, 1984 год)
- «Убийство Михоэлса» (M, «АСТ-Олимп», 1998 год)
- «Журналюга» в литературной серии «Герой нашего времени» (M, «АСТ-Олимп», 2004 год)
- «Сочинить детективчик» (2007 год)
- «Выбор жанра» (мемуары, Montreal, «Accent Graphics» переиздание 2011 года)
- «Выбор жанра» (рассказы, 2010 год)
- «Третья половина жизни» (2013 год)

### Под разными названиями
Собранные произведения издавались в серии «Солдаты удачи» под псевдонимом Андрей Таманцев (АСТ, «Олма-пресс», 1998—2006 годы, всего 19 книг). Часть книг была издана в совместных литературных сериях наряду с другими авторами в разное время. Книги в жанре шпионского боевика с одними и теми же героями описывают множество спецопераций в различных боевых действиях. Текст в книгах частично различается замененными словами и добавленными предложениями (цензура).
- 1.[3] «Их было семеро…»: оригинал издавался в 1998 году в серии «Солдаты удачи» под псевдонимом, два переиздания были в сериях «Солдаты удачи» и «Кодекс чести» уже без псевдонима в 2004.
- 5. «Рискнуть и победить»: оригинал издавался в 1998 году в серии «Солдаты удачи», затем был переиздан под названием «Убить демократа» в серии «Кодекс чести» в 2004.
- 6. «Двойной капкан»: оригинал издавался в 1998 году в серии «Солдаты удачи», затем был переиздан в серии «Кодекс чести» в 2004.
- 7. «Угол атаки»: оригинал издавался в 1999 году в серии «Солдаты удачи», затем был переиздан в серии «Кодекс чести» в 2004.
- 9.[4] «Провокация»: оригинал издавался в 2000 году под названием «Заговор патриотов» в серии «Сделано в России», два переиздания были в 2004 году в серии «Солдаты удачи» и «Кодекс чести». Роман стал единственным исключением, по которому не быт снят одноименный сериал.
- 15.[5] «Пропавшие без вести»: оригинал издавался под названием «Разборка» в серии «О России и для России» в 2001 году, затем был переиздан в серии «Солдаты удачи» в 2002 году, и снова переиздан под названием «Кодекс бесчестия» в серии «Кодекс чести» в 2004.
- 10.[6] «Рука Москвы»: издан в 2004 году в сериях «Солдаты удачи» и «Кодекс чести» и является прямым продолжением романа «Провокация».

### Драматургия
- «Ключ»
- «Легендарная личность»
- «Особое назначение. Завенягин в Норильске»
- «ЧМО»
- «Придурки, или урок драматического искусства» (пьесы, Montreal, «Accent Graphics», 2011 год)
- «Экспертиза»
- «Марфа-посадница, или Плач по Великому Новгороду» [lib.ru/PROZA/LEWASHOW/p_nowgorod.txt]
- «Юбилейная афиша, или Есть что вспомнить» (в соавторстве с В. Каменевым)

### Телеспектакли
- «Вечная мерзлота»
- «Бросовый ход»
- «Транзит на Север»

### Телефильмы
- «Ключ» (1978 год, 2 серии, режиссёр-постановщик А. Коренев)
- «Лучшая дорога нашей жизни» (1984 год, 3 серии, режиссёр-постановщик А. Воропаев)

### Телесериал
- «Кодекс чести» (16 серий, режиссёр-постановщик Г. Николаенко; «Студия 2В», 2002)